# Horst Gnas
Horst Gnas (ur. 3 września 1941 w Dessau) – niemiecki kolarz torowy i szosowy, czterokrotny medalista mistrzostw świata.

## Kariera
Pierwszy sukces w karierze Horst Gnas osiągnął w 1970 roku, kiedy zdobył srebrny medal w wyścigu ze startu zatrzymanego amatorów podczas mistrzostw świata w Leicester. W zawodach tych wyprzedził go jedynie Cees Stam z Holandii. W tej samej konkurencji Gnas wywalczył złote medale na trzech kolejnych mistrzostwach świata: Varese 1971, Marsylii 1972 oraz San Sebastián 1973. Nigdy jednak nie wystartował na igrzyskach olimpijskich.